# 毛媞
毛媞（1642年—1681年），字安芳，浙江杭州府钱塘县人，清朝诗人，蕉园七子之一。毛先舒之女。自幼继承家学，刻苦吟诗。十六岁时嫁仁和徐邺。年老而无子，别人感到惋惜，毛媞则说：“诗乃我神明为之，即我子矣。”意即她的诗就如同自己的子女一般可贵。年四十卒。夫妇二人有唱和集《静好集》存世。